# Limehouse Basin (Regent’s Canal)
Das Limehouse Basin in Limehouse im London Borough of Tower Hamlets bildet die schiffbare Verbindung zwischen Regent’s Canal und Themse. Eine Schleuse vermittelt den Übergang vom Limehouse Basin zum Fluss. Ein Kanalbasin im Norden von Mile End in der Nähe des Victoria Parks stellt die Verbindung zum Hertford Union Canal her, der zum River Lea führt. Das Hafenbecken bedeckte ursprünglich eine Fläche von 60.703 m². Es liegt zwischen der Strecke der Docklands Light Railway (DLR) und der historischen ‚’Narrow Street’’. Direkt im Osten anschließend gibt es einen kleinen Park, Ropemaker’s Fields.

## Geschichte

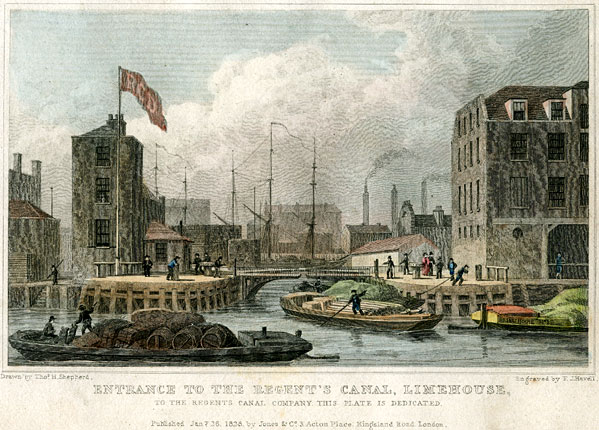
Regent’s Canal Dock (1828)

Das Basin, das von der Regent’s Canal Company gebaut wurde, hieß früher Regent’s Canal Dock und diente Seeschiffen und Leichtern zum Umladen von Gütern in Kanalbarken, die diese dann den Regent’s Canal entlang transportierten. Gleich nach der Eröffnung im Jahre 1820 waren dem Hafenbecken und dem Kanal kein großer Erfolg beschieden, aber Mitte des 19. Jahrhunderts brachte die Kohleversorgung der vielen Gaswerke und später auch der Kraftwerke für elektrischen Strom, sowie für viele private und gewerbliche Zwecke, einen enormen wirtschaftlichen Aufschwung für den Wasserweg. Damals war das Limehouse Basin die Haupteinfahrt zum britischen Kanalsystem. Mit der Einführung der Eisenbahn nahm seine Bedeutung ab, wenn auch die Wiederbelebung des Kanalverkehrs während des Ersten und Zweiten Weltkrieges einen kurzen Schwanengesang darstellte.
Die Docklands Light Railway fährt auf einem Viadukt, das ursprünglich für die London and Blackwall Railway oberhalb der ursprünglichen Anlegestellen an der Nordseite des Bassins entlangführt. Darunter liegt das Commercial Road Lock, eine Schleuse, die zum Regent’s Canal führt.
Östlich der Kanaleinfahrt hinter dem Viaduktbogen befindet sich der achteckige Turm eines Hydraulikspeichers (1869), der ein älteres erstes Gebäude aus den 1850er-Jahren ersetzte, das von William G. Armstrong, Ingenieur und Erfinder, erbaut wurde. Dieses regelte den hydraulischen Druck des weitverzweigten Netzwerks von Hydraulikleitungen, die die Maschinen zum Entladen der Kohle rund um das Basin versorgten. Die damit verbundenen Dampferzeuger und hydraulischen Pumpen wurden abgebaut. Das Gebäude wurde von Dransfield Owens de Silva für die Zwecke der London Docklands Development Corporation (LDDC) umgebaut, sodass es als Aussichtsplattform diente. Diese Gebäude und auch das Basin gehören heute den British Waterways und gehören zu den nach Grade II gelisteten geschützten Gebäuden und sind jedes Jahr zum Open House Weekend, üblicherweise dem 3. Wochenende im September, geöffnet.
Die Geschichte der Verbindung des Basins zur Themse und zum Limehouse Cut ist sehr komplex, aber 1968 wurde ein kurzer neuer Kanalabschnitt gebaut, der den Limehouse Cut wieder an das Basin anschloss und die alte Verbindung des Limehouse Cut mit der Themse ersetzte. Es wurde 1969 für den Handelsschiffverkehr geschlossen, wobei ein Kai des Basins für Freizeitboote erhalten blieb.

## Stadtentwicklung

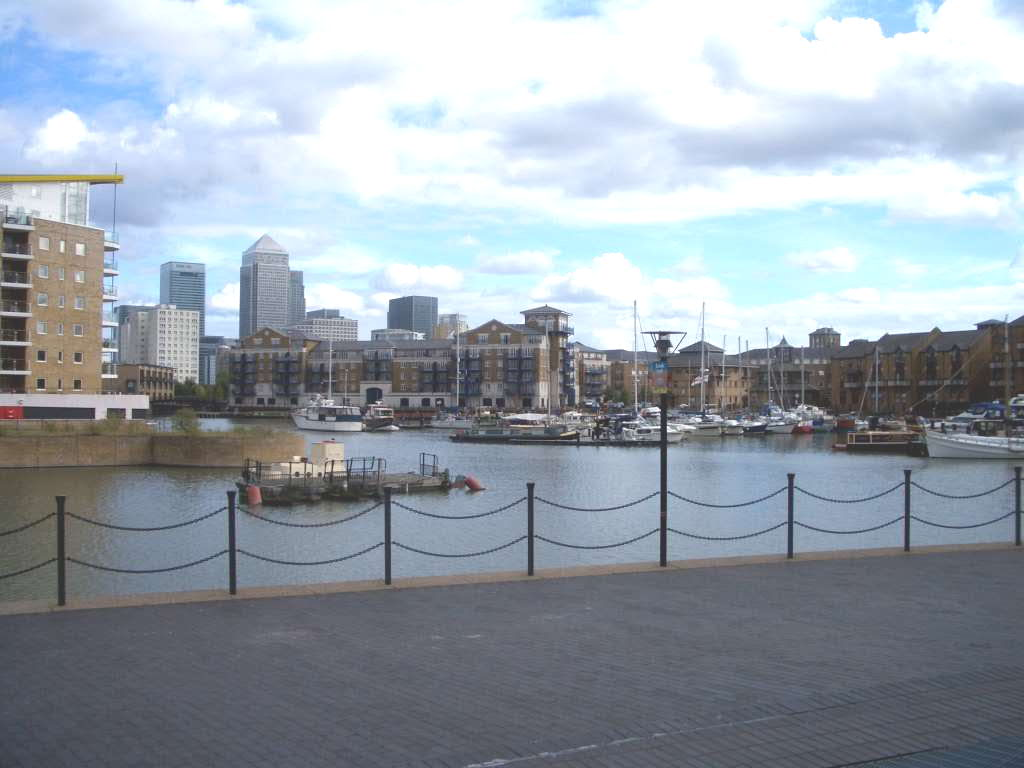
Das Limehouse Basin (2004)

Die Stadtentwicklung um das Basin begann 1983 als Teil des Masterplans der LDDC für das Gebiet der Docklands. Allerdings dauerte es viele Jahre, bis er realisiert wurde. Der Grundstücksboom und sein Zusammenbruch in den 1980er-Jahren warf die Planungen weit zurück, ebenso wie der Bau des Limehouse Link Tunnels, der unter der Nordhälfte des Basins Anfang der 1990er-Jahre entstand. Anfang 2004 war der größte Teil der früheren Industriebrache um das Limehouse Basin in Luxuswohnungen umgewandelt.
Viele Wohnungen rund um das Basin wurden von Belway Homes errichtet. Die Bebauung geschah in mehreren Abschnitten. Einer der ersten Abschnitte war Limehouse West, ein Komplex mit 262 Apartments: Medland House (2 Gebäude – Blocks A1/A2 und A3), Berglen Court (3 Gebäude – Blocks B1, B2/B3 und B4/B5) und Pinnacle (1 Gebäude – Block B6). Der letzte Abschnitt bestand aus drei Apartmentblocks (Pinnacle II); Block E, 9 dreistöckigen Stadthäusern auf zwei Terrassen mit 6 und 3 Häusern; Block F, einem fünfstöckigen Apartmenthaus.

## Leben rund um das Limehouse Basin

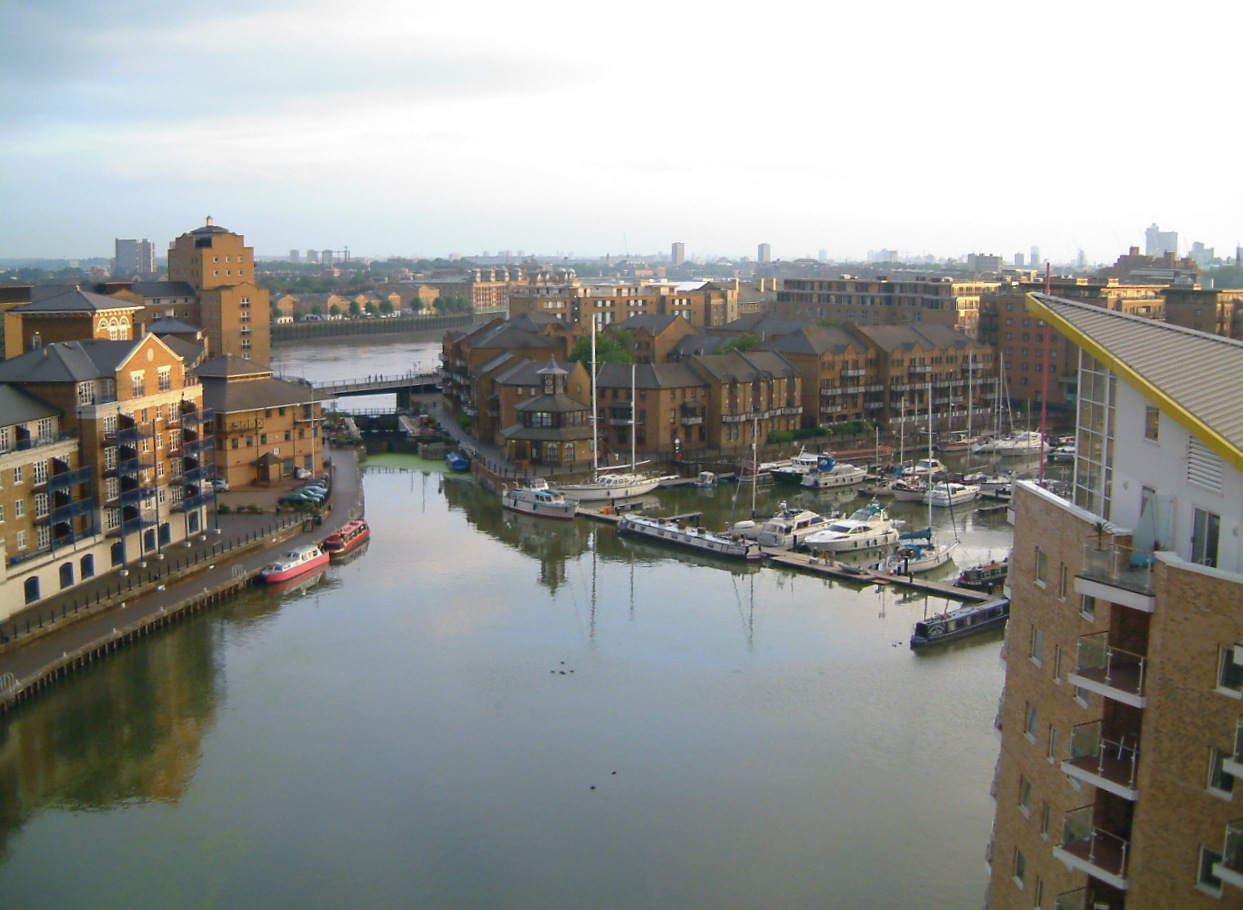
Limehouse Basin von einem Apartment am Rande des Jachthafens gesehen, mit der Themse im Hintergrund

Zusätzlich zu den Appartementblocks rund um das Limehouse Basin gibt es eine Reihe weiterer Einrichtungen.
Die Cruising Association besitzt ihr Hauptquartier am Limehouse Basin und die Master Ding Academy, ein Tai-Chi-Center, hat im März 2005 in einem Ladengeschäft des Berglen Court eröffnet. Weiter die Narrow Street hinunter gibt es viele Pubs, u. a. das The Narrow (geführt von Gordon Ramsay) und The Grapes, ein historisches Pub nach altem Stil.
Südlich anschließend an das Basin liegt das Mosaic-Einkaufszentrum. Dort gibt es viele Läden, wie La Figa (ein italienisches Restaurant), Verde (ein italienisches Delikatessengeschäft und Café) und eine Chemische Reinigung.

## Weitere Entwicklung
Bellway Homes stellte kürzlich das Zenith an der Westseite des Basins fertig. Vier Ladenzentren sind noch frei, vor allen Dingen mangels Lieferzufahrten. Zurzeit laufen Arbeiten zum Ausbau des Bahnhofs Limehouse der DLR zur Aufnahme von Zügen mit 3 Wagen. Der Bahnhof wird über die Branch Road erweitert werden und es wird eine Verbindung unter die Brücke in der Nähe des Neubaus am westlichen Ende geschaffen.
First Base soll eine Präsentation ihrer Pläne für das Gelände über dem Basin an der Branch Road Ende 2008 abhalten.